# U-Bahn-Linie U55 (Berlin)
| |                                             |                         |                         |
| Streckenlänge: | 1,8 km                                      |                         |                         |
| Spurweite: | 1435 mm (Normalspur)                        |                         |                         |
| Stromsystem: | untenbestrichene Seitenstromschiene 750 V = |                         |                         |
| |                                             |                         |                         |
| \| \| \| Kehranlage Hauptbahnhof \| \| \| \| \| \| \| \| \| \| Hauptbahnhof (HBF) \| \| \| \| \| \| \| \| \| \| Bundestag (BUN) \| \| \| \| \| \| \| \| \| \| Brandenburger Tor (BRT) \| \| \| \| \| \| \| |                                             |                         |                         |
| |                                             | Kehranlage Hauptbahnhof |                         |
| |                                             |                         |                         |
| U-Bahn-Bahnhof (im Tunnel) |                                             | Hauptbahnhof (HBF)      | Hauptbahnhof (HBF)      |
| |                                             |                         |                         |
| U-Bahn-Haltepunkt / Haltestelle (im Tunnel) |                                             | Bundestag (BUN)         | Bundestag (BUN)         |
| |                                             |                         |                         |
| U-Bahn-Haltepunkt / Haltestelle Streckenende (im Tunnel) |                                             | Brandenburger Tor (BRT) | Brandenburger Tor (BRT) |
| |                                             |                         |                         |

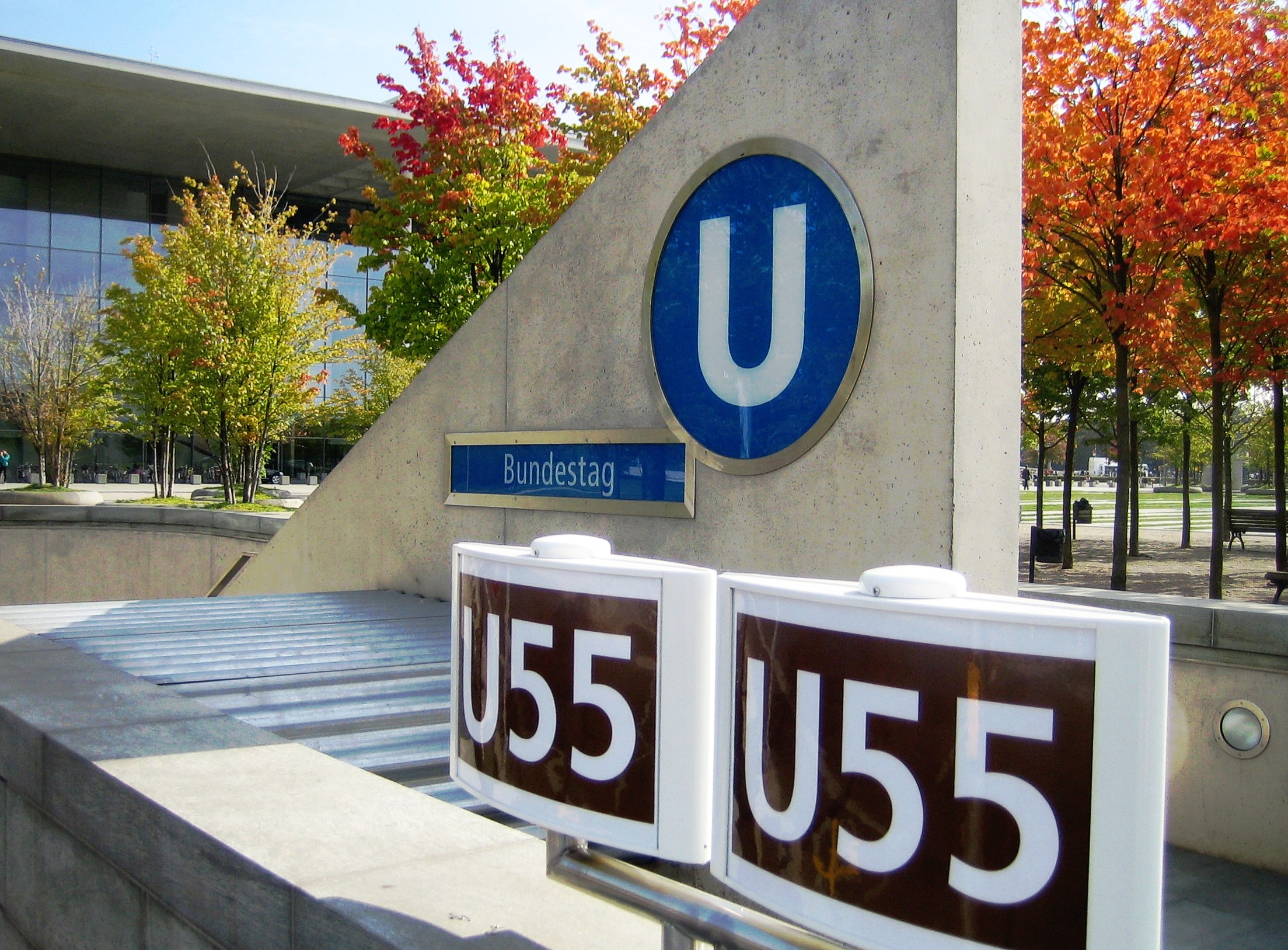
Kennzeichnung am Bahnhof Bundestag, 2009

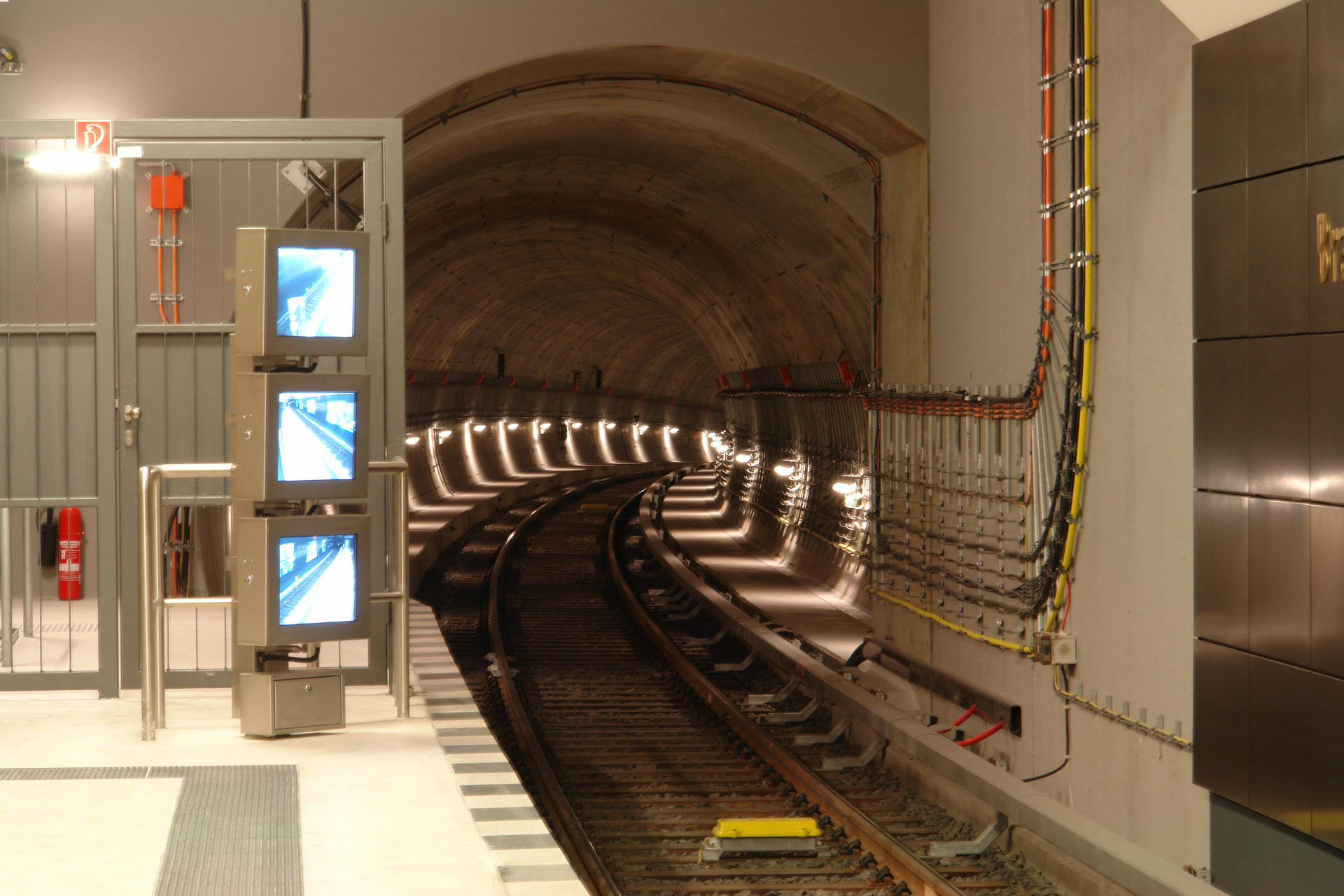
Blick in den im Schildvortriebverfahren errichteten Tunnel zwischen den Bahnhöfen Brandenburger Tor und Bundestag

Die U-Bahn-Linie U55 war eine Linie der Berliner U-Bahn zwischen Brandenburger Tor und Hauptbahnhof, die vom 8. August 2009 bis zum 17. März 2020 im Inselbetrieb verkehrte. Die 1,8 Kilometer lange Strecke ist Bestandteil der auch als „Kanzler-U-Bahn“ bezeichneten Verlängerung der Linie U5 vom Alexanderplatz nach Westen. Mit der Inbetriebnahme des Teilabschnittes vom Alexanderplatz zum Brandenburger Tor am 4. Dezember 2020 ging sie in der Linie U5 auf.

## Planungsgeschichte
Der Name „Kanzler-U-Bahn“ ist eine Anspielung auf den damaligen Bundeskanzler Helmut Kohl, da der Bau der Linie auf Betreiben der damaligen Bundesregierung im Hauptstadtvertrag geregelt wurde. Die ursprünglichen Planungen stammten allerdings aus dem 200-Kilometer-Plan der West-Berliner Verwaltung Mitte der 1950er Jahre, die bereits damals neben vielen anderen Projekten unter anderem eine westliche Verlängerung der U-Bahn-Linie E (heute: U5) in der heute projektierten Trassenführung vorsahen.
Unter den im Zuge der deutschen Wiedervereinigung geplanten U-Bahn-Verlängerungen und Linien-Neubauten war die U5 die erste größere Baumaßnahme. Die existierenden Pläne aus den 1950er Jahren wurden so angepasst, dass die vom Alexanderplatz verlängerte U5 den neu geplanten Hauptbahnhof sowie das neue Regierungsviertel bedient. Für den heutigen Bundestag wurde damals eine großzügige Verteilerebene mit direkten Zugängen zum Kanzleramt und Paul-Löbe-Haus (Bundestagsgebäude) vorgesehen. Auch dies trug zur Verbreitung des Begriffs „Kanzler-U-Bahn“ bei. In der langfristigen Planung soll die U5 im Westen ab Hauptbahnhof weiter durch den Ortsteil Moabit (Anschlussbahnhof zur U9 in der Turmstraße) und über die Jungfernheide (Anschluss zur U7, Nordring der S-Bahn) bis zum ehemaligen Flughafen Tegel verlaufen. Allerdings wurde nur der Abschnitt Alexanderplatz – Turmstraße in den vordringlichen Bedarf aufgenommen und näher untersucht. Dieser Abschnitt wurde mit den folgenden Bahnhöfen geplant:
- Alexanderplatz (vorhandene Station der U5, deren Wendeanlage bereits in der gewünschten Richtung verläuft)
- Rotes Rathaus
- Museumsinsel
- Unter den Linden (Übergang zur U6 durch Neubau eines Kreuzungsbahnhofs U5/U6). Der U-Bahnhof Französische Straße wurde hiernach geschlossen.
- Brandenburger Tor (Übergang zur S-Bahn)
- Bundestag (Planungsname: Reichstag)
- Hauptbahnhof (Übergang zur S-Bahn und zum Regional- und Fernverkehr)
- Fritz-Schloß-Park
- Turmstraße (Übergang zur U9)

Eine Finanzierungsvereinbarung wurde im Rahmen des Hauptstadtvertrages allerdings nur für den Abschnitt Alexanderplatz – Hauptbahnhof getroffen, obwohl sich die Kosten-Nutzen-Untersuchung auf den Abschnitt bis Turmstraße bezog.
Angesichts der projektierten Baukosten von ca. 650 Millionen Euro allein zwischen Alexanderplatz und Hauptbahnhof und der auf diesem Abschnitt parallel verlaufenden Stadtbahn wurde die Notwendigkeit dieser Linie häufig in Frage gestellt. Der Kosten-Nutzen-Wert der Strecke vom Alexanderplatz bis zur Turmstraße betrug 1,79. Werte größer als 1 bedeuten in diesem Fall, dass der Nutzen im Allgemeinen größer ist als die Kosten und das Projekt somit als wirtschaftlich gelten kann. Eine gesonderte Berechnung für den Abschnitt nur bis zum Hauptbahnhof wurde nicht durchgeführt.

## Bau, Baustopp und Zwischennutzung
Im Jahr 1995 wurde mit dem Bau begonnen. 2002 stoppte der Berliner Senat das Projekt aus finanziellen Gründen. Die Stationen Hauptbahnhof und Reichstag waren zu dieser Zeit schon im Rohbau fertiggestellt. Um die Rückzahlung von 170 Millionen Euro Fördergeldern des Bundes zu vermeiden, beschloss der Senat 2003 eine Fortführung bis zum Brandenburger Tor, die bis 2006 fertiggestellt werden sollte. Auf einem Gleis sollte anschließend ein Zwei-Wagen-Zug auf der dann 1,47 Kilometer langen Strecke pendeln.
Am 27. Oktober 2005 wurde bekannt, dass die Fertigstellung aufgrund hohen Grundwasserstands am Brandenburger Tor nicht bis Mai 2006 erfolgen könne. Daraufhin wurde ein vorübergehender Betrieb im 610 Meter langen Abschnitt zwischen Hauptbahnhof und Reichstagsgebäude zur Fußball-WM 2006 diskutiert. Diese Pläne wurden letztlich nicht realisiert. Die Berliner Verkehrsbetriebe weigerten sich, die Betriebskosten für den Inselbetrieb auf diesem kurzen Abschnitt zu tragen. Darüber hinaus äußerten Polizei und Feuerwehr Bedenken, ob die kurzen Fahrzeuge die erwarteten Menschenmassen bewältigen könnten. Das Bundesverkehrsministerium verzichtete darüber hinaus auf die Rückzahlung von 70 Millionen Euro Fördermitteln, die in den bis dahin realisierten Bau investiert worden waren und durch die Verletzung der Betriebspflicht eigentlich hätten zurückgezahlt werden müssen.

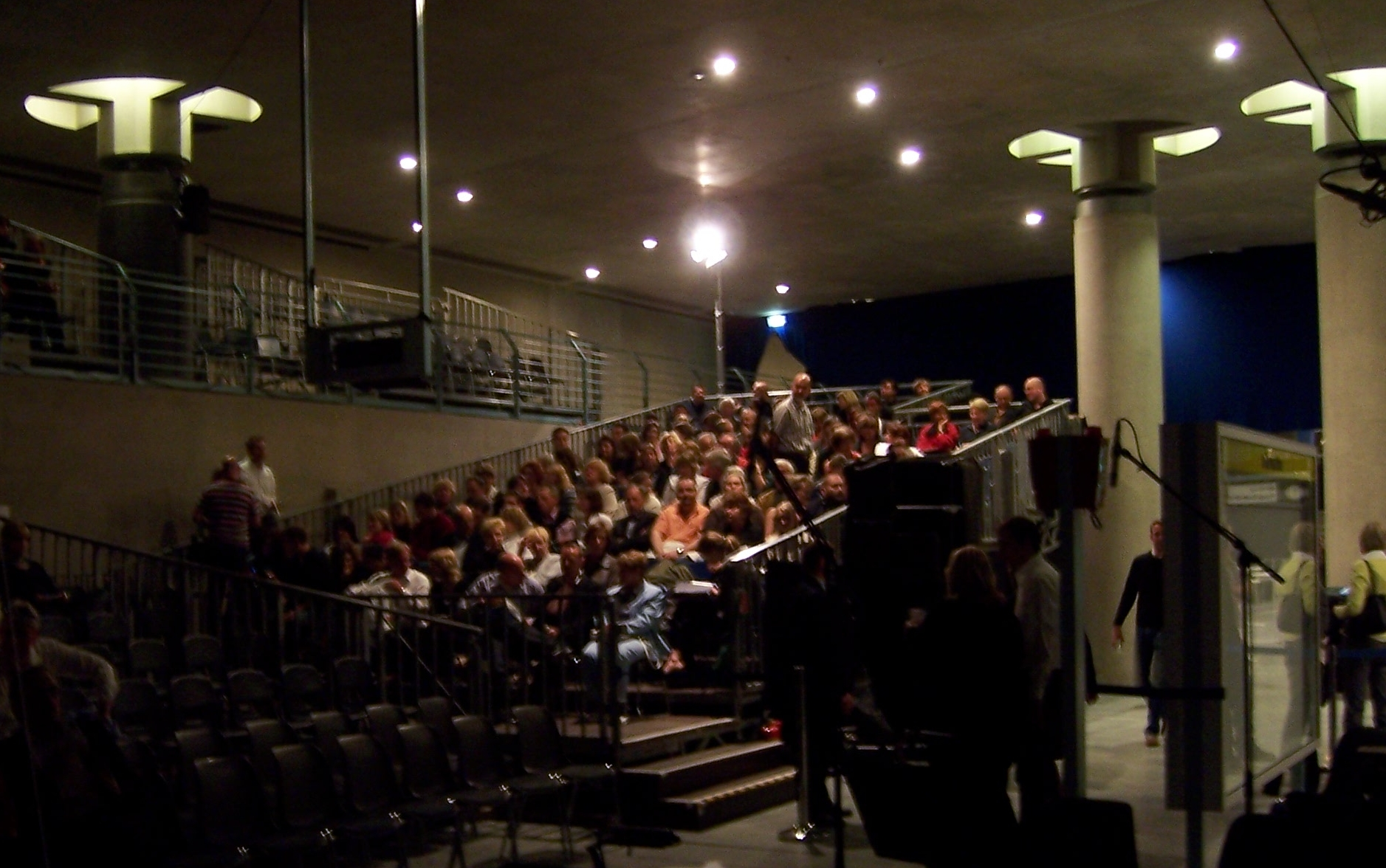
U-Bahnhof Bundestag als Opern-Spielstätte, 2008

Während des Baustopps wurde der im Rohbau fertige Bahnhof Bundestag als Veranstaltungs- und Filmdrehort zwischengenutzt. Beispielsweise fanden dort die Uraufführung von Angie (ein Stück über Angela Merkel), Kart-Rennen und eine Party mit Robbie Williams während seiner Tournee statt. Aber auch Teile der Horror-Filmproduktion Resident Evil und des Science-Fiction-Films Æon Flux wurden im U-Bahnhof gedreht. Im April und Mai 2008 diente der fertiggestellte und nunmehr in Bundestag umbenannte Bahnhof als Aufführungsort einer Inszenierung von Mozarts Zauberflöte unter der Regie von Christoph Hagel.
Das Bundesministerium für Bildung und Forschung nutzte die leerstehende U-Bahn-Station außerdem von Ende Oktober bis Mitte November 2008 für die Ausstellung „Weltmaschine“, eine Exposition über die Aktivitäten rund um den Teilchenbeschleuniger LHC am internationalen Forschungsinstitut CERN.

## Teil-Fertigstellung als U55

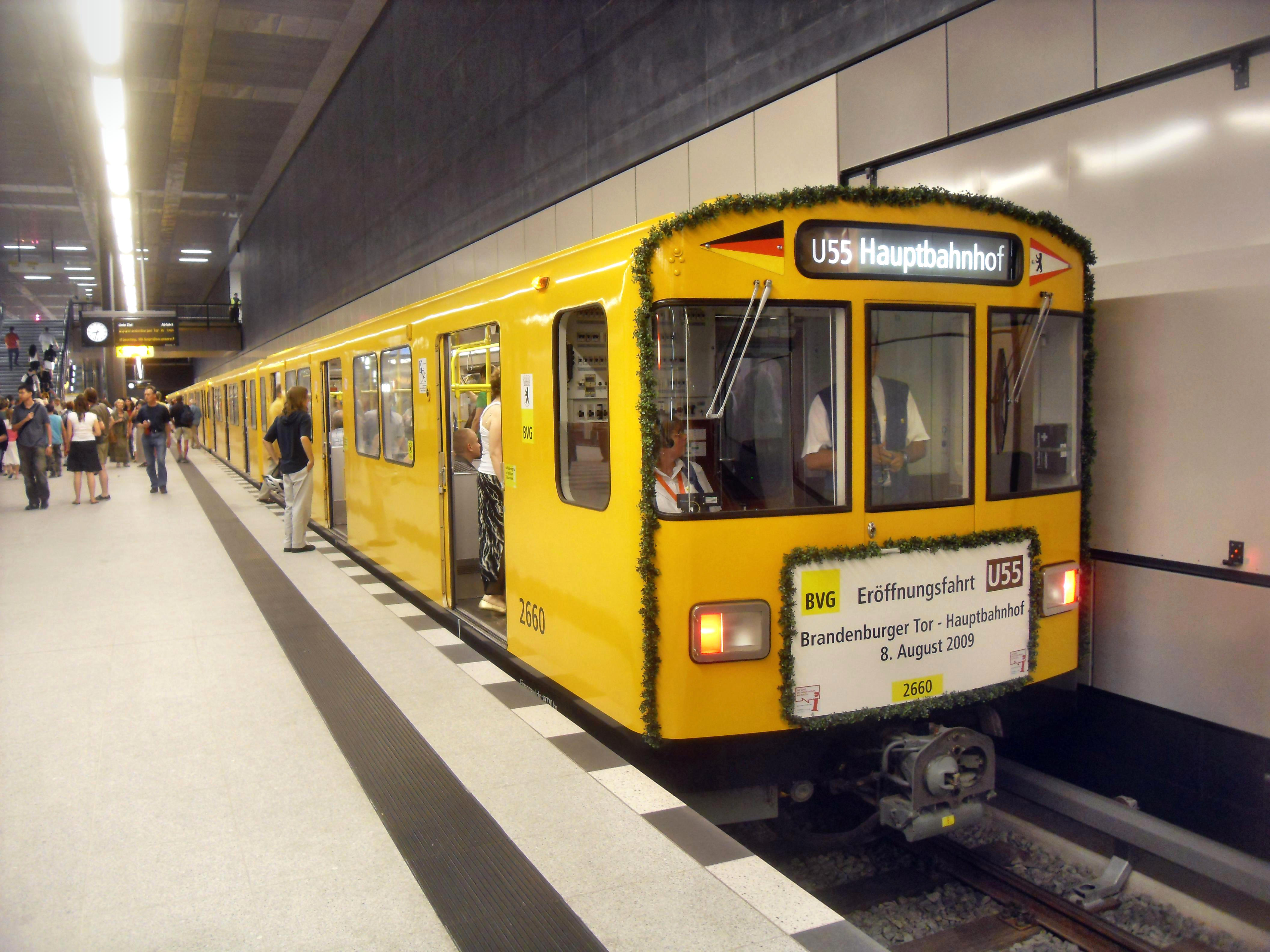
Eröffnungszug am 8. August 2009

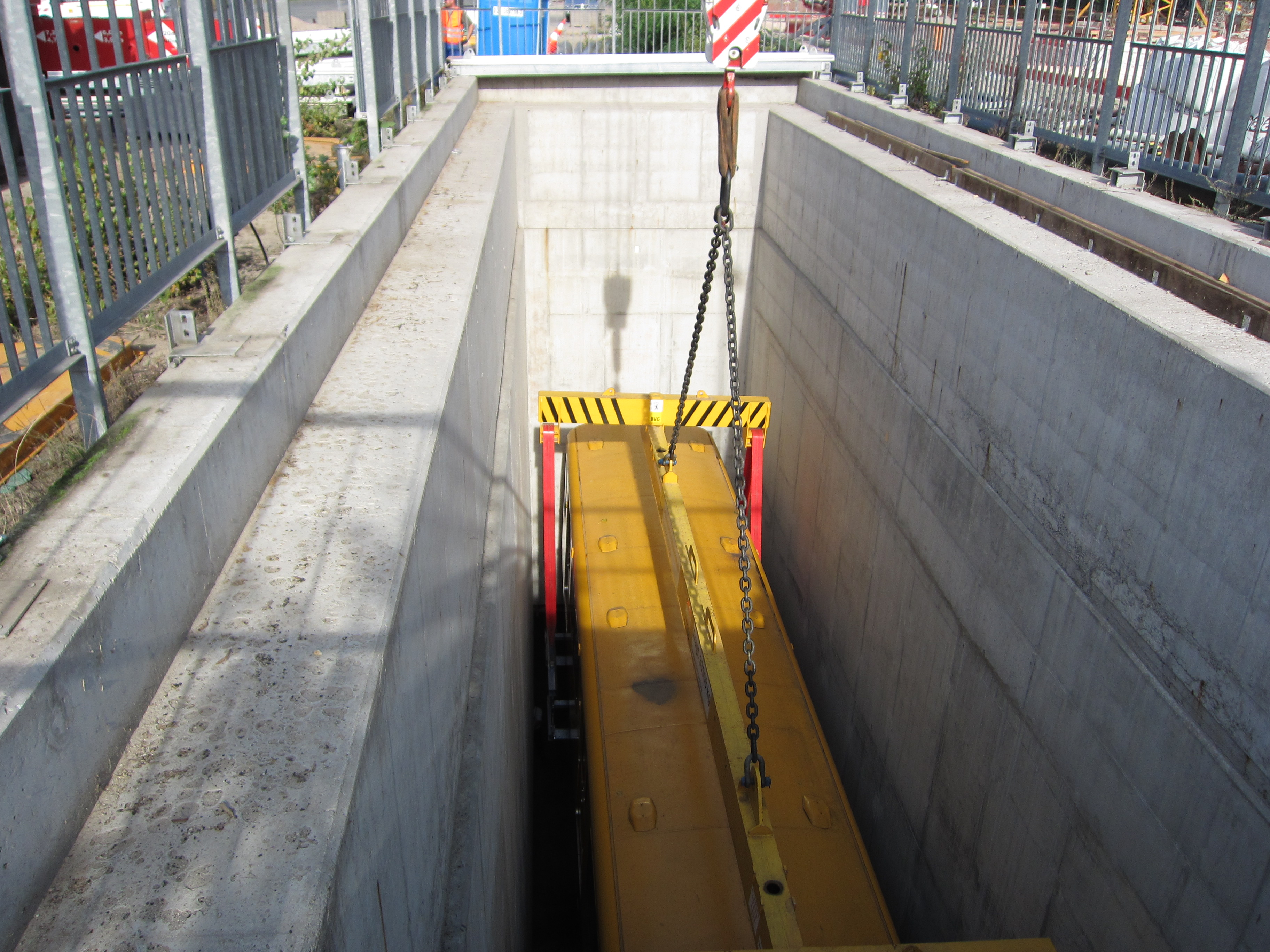
Einbringen eines Wagens durch die Materialeinlassöffnung

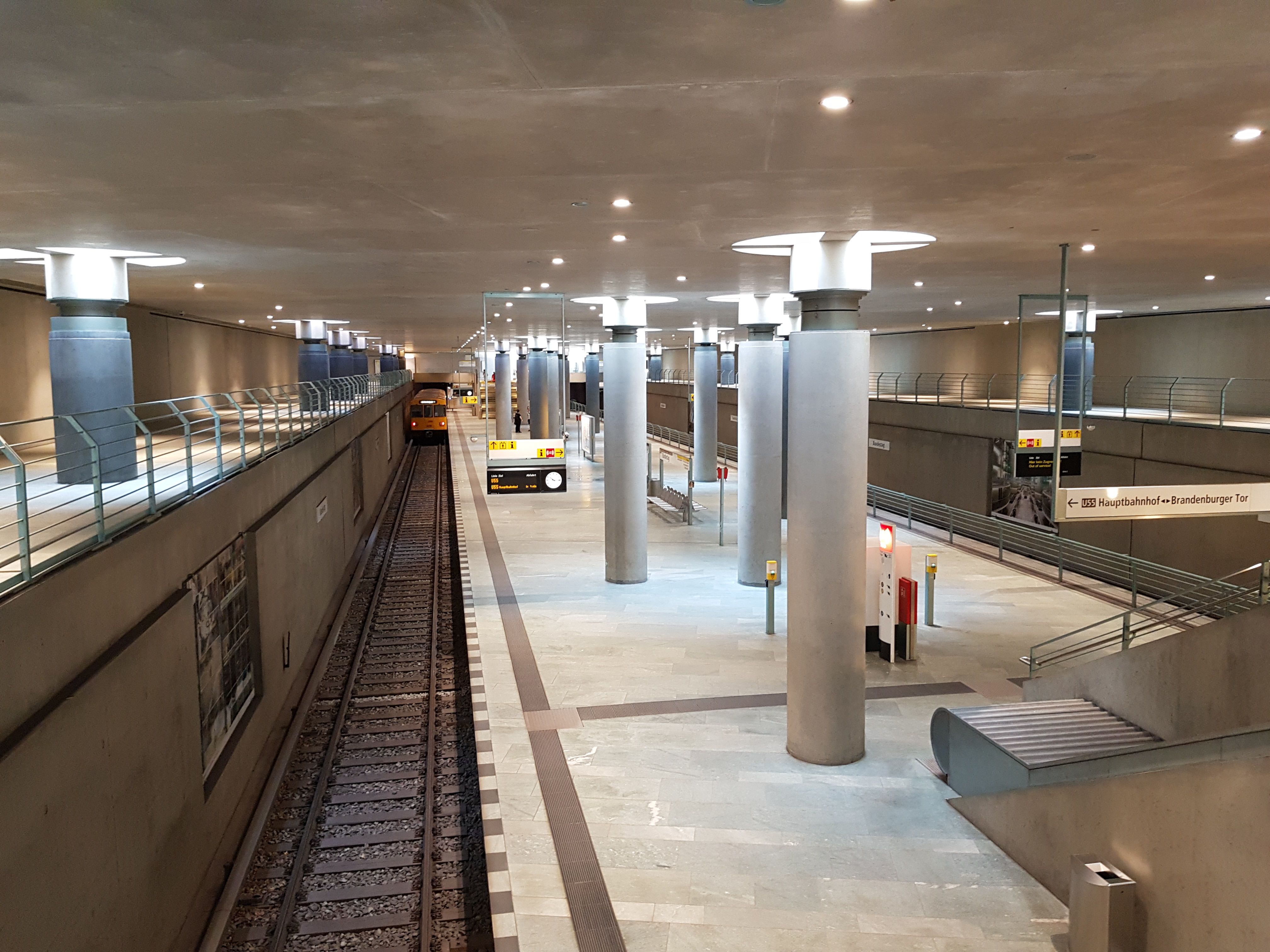
Fertiggestellter U-Bahnhof Bundestag

Als der Bund drohte, die schon geleisteten Finanzhilfen wegen des Baustopps zurückzufordern, wurde 2003 beschlossen, den schon fertigen Abschnitt als „Mini-U-Bahn-Linie“ zu betreiben. Sie sollte U55 heißen, um die Fahrgäste nicht zu verwirren. Unter dem SPD-Senator Peter Strieder sollte der Bahnhof Brandenburger Tor, der noch nicht fertiggestellt war, nur für Kurzzüge mit einem Ausgang geöffnet werden. Nach dem Rücktritt des Senators und der Übernahme des Amtes durch Ingeborg Junge-Reyer wurden diese Pläne geändert: So sollte der Bahnhof Brandenburger Tor nun komplett ausgebaut werden. Da dies jedoch wesentlich mehr Zeit in Anspruch nahm, dauerten die Bauarbeiten bis Sommer 2009. Bis Oktober 2005 wurde noch mit einem provisorischen Betrieb während der Fußballweltmeisterschaft 2006 gerechnet. Doch aufgrund von Grundwasserproblemen verzögerte sich der Bau, sodass die komplette Einweihung der 1,8 Kilometer langen Strecke – dann jedoch mit einem 120 Meter langen Bahnsteig Brandenburger Tor – erst am 8. August 2009 stattfand. Ein zuvor angekündigter Inselbetrieb zwischen den Stationen Hauptbahnhof und Bundestag ab 28. Mai 2006 fand wegen Unrentabilität nicht statt.
Der Bund förderte das Teilstück der U55 mit 170 Millionen Euro, die Gesamtkosten betrugen 320 Millionen Euro.
Die Benennung des U-Bahnhofs Bundestag (der ursprüngliche Planungsname war Reichstag) geht auf eine Initiative des Ältestenrates des Deutschen Bundestages zurück, der eine Benennung nach dem aktuellen Namen des deutschen Parlamentes wünschte. Dieser Name wird auch der Lage des Bahnhofs besser gerecht, da er sich nicht vor dem Reichstagsgebäude, sondern vor dem Paul-Löbe-Haus des Bundestages befindet.
Die Strecke wurde ab dem 9. August 2009 im Pendelbetrieb bedient. Dabei fuhr der Zug zwischen 4:45 Uhr und 0:45 Uhr (sonntags ab 5:45 Uhr) alle zehn Minuten jeweils um die Minute 0 ab Brandenburger Tor und um die Minute 5 ab Hauptbahnhof. Die Fahrt dauerte 2 1⁄2 Minuten, wobei pro Schicht nur ein Fahrer im Einsatz war. Besonderheiten der Linie U55 waren das Fehlen eines Anschlusses an das Berliner U-Bahn-Netz und eine von Hand zu bedienende Weichenanlage am Hauptbahnhof. Für die eingleisige Strecke mit nur einem Zug gab es eine vereinfachte Zugsicherung ohne Hauptsignale.
Auf der Strecke waren ursprünglich acht Wagen vom Typ F79 im Einsatz, die für die Strecke angepasst wurden. Geplant war, dass vier Wagen als Fahrgastzug unterwegs sind und vier Wagen als Reserve in einer Hilfswerkstatt ohne Arbeitsgruben am Hauptbahnhof stehen. Tatsächlich wurden vorwiegend zwei der sechs vorhandenen Wagen eingesetzt. Durchschnittlich beförderte die U55 rund 6200 Passagiere pro Tag, erwartet wurden 6400. Die „Werkstatt“ bestand aus zwei Seitenbahnsteigen auf Gitterrosten für die Reinigung der Wagen und einer Fahrzeughebeanlage. Wegen fehlender Anbindung an das Berliner U-Bahn-Netz wurden die Wagen am 23. und 24. Juli 2009 mit einem Kran durch die Materialeinlassöffnung an der Minna-Cauer-Straße auf das Gleis herabgelassen. Zwei Wagen wurden Mitte Januar 2013 für Fristarbeiten aus dem Tunnel herausgehoben. Am 24. und 25. März 2017 wurden die restlichen F79 gegen bereits stillgelegte Fahrzeuge des Typs D aus den 1950er Jahren ausgetauscht. Diese wurden fahrzeugtechnisch modernisiert. Ihre Inneneinrichtung entsprach mit grünen Kunstledersitzen dem Originalzustand.
Wegen des geringen Fahrgastaufkommens wurden an der Station Bundestag zunächst noch keine Rolltreppen eingebaut, die hierfür vorgesehenen Bereiche neben den Treppenabgängen waren provisorisch mit Blechen verkleidet. Eine Nachrüstung erfolgte im zweiten Halbjahr 2018.
Vom 4. Juni bis zum 10. Dezember 2018 war die U55 wegen Bauarbeiten zur Vorbereitung auf den Lückenschluss mit der U5 außer Betrieb.
Im Zusammenhang mit der COVID-19-Pandemie wurde der Betrieb der U55 am 18. März 2020 eingestellt. Die Strecke wurde erst wieder ab der Erweiterung der Linie U5 vom 4. Dezember 2020 befahren.